# Annemarieke van Rumpt
Annemarieke van Rumpt (* 29. April 1980 in Middelharnis) ist eine ehemalige niederländische Ruderin, die zwei olympische Medaillen im Achter gewann.

## Sportliche Karriere
Annemarieke van Rumpt von der Nijmeegse Studenten Roei Vereniging Phocas begann 1998 mit dem Rudersport. Sie belegte mit dem Vierer ohne Steuerfrau den zweiten Platz bei der U23-Weltregatta 2002. 2003 trat sie in der Erwachsenenklasse im Vierer ohne Steuerfrau an, bei den Weltmeisterschaften 2003 gewannen Sarah Siegelaar, Laura Posthuma, Annemarieke van Rumpt und Helen Tanger die Silbermedaille hinter dem US-Vierer. 2004 trat Annemarieke van Rumpt im Ruder-Weltcup im Doppelzweier und im Achter an. Bei den Olympischen Spielen 2004 siegte der rumänische Achter, hinter dem US-Achter gewannen die Niederländerinnen die Bronzemedaille in der Besetzung Froukje Wegman, Marlies Smulders, Nienke Hommes, Hurnet Dekkers, Annemarieke van Rumpt, Annemiek de Haan, Sarah Siegelaar, Helen Tanger und Steuerfrau Ester Workel. 
2005 wurde der niederländische Achter auf drei Positionen umbesetzt und trat bei den Weltmeisterschaften an in der Aufstellung Femke Dekker, Nienke Dekkers, Nienke Hommes, Hurnet Dekkers, Annemarieke van Rumpt, Laura Posthuma, Annemiek de Haan, Helen Tanger und Ester Workel. Es siegten die Australierinnen vor den Rumäninnen und den Niederländerinnen. 2006 ruderten Annemarieke van Rumpt und Annemiek de Haan im Zweier ohne Steuerfrau, die beiden belegten den fünften Platz bei den Weltmeisterschaften 2006. Erst 2007 saßen sie wieder im niederländischen Achter, der bei den Weltmeisterschaften 2007 das B-Finale gewann und damit in der Gesamtwertung den siebten Platz erreichte. 2008 fuhr der Achter bei den Olympischen Spielen ins A-Finale und gewann dort hinter dem US-Boot die Silbermedaille mit drei Hundertstelsekunden Vorsprung auf das rumänische Boot. Die Besatzung des niederländischen Achters von 2008 bestand aus Femke Dekker, Marlies Smulders, Nienke Kingma, Roline Repelaer van Driel, Annemarieke van Rumpt, Helen Tanger, Sarah Siegelaar, Annemiek de Haan und Ester Workel.